# Diederick Hagemeijer
Diederick Hagemeijer (Eindhoven, 21 september 1988) is een Nederlands ijshockeyspeler.

## Loopbaan
Hagemeijer was aanvoerder van de Tilburg Trappers en vaste speler van de Nederlandse ijshockeyploeg tot hij in juli 2017 een punt zette achter zijn ijshockeycarrière. In het verleden speelde hij voor Eindhoven Kemphanen en Tri-City Storm.

## Prijzen
- Frans Henricks Bokaal 2013 – Meest waardevolle speler eredivisie